# Джон Беркі
Джон Беркі (англ. John Berkey; 13 серпня 1932 — 29 квітня 2008) — американський художник, відомий своїми роботами на тему космосу та наукової фантастики. Деякі з найвідоміших робіт Беркі включають більшу частину оригінального мистецтва плакатів для трилогії «Зоряні війни», плакат для рімейку «Кінг-Конга» 1976 року, а також «Стару марку Елвіса».
Беркі створив велику кількість космічних фантазій, створюючи утопічні сцени космічних кораблів у формі бульбашок, схожих на яхти. Його особливий живописний стиль був оцінений як «одночасно реалістичний, але водночас імпресіоністичний і абстрактний», а його проєкти космічних кораблів як «виразно елегантні, але чітко технологічні та безпомилково берківські; більше натхненні розкішними яхтами та мантами, ніж НАСА». Його описують як «одного з гігантів в історії мистецтва наукової фантастики».

## Раннє життя
Джон Беркі народився в Еджлі, Північна Дакота, в 1932 році. Раннє дитинство Беркі пройшло в Абердіні, Південна Дакота. Коли йому було шість років, він разом із сім'єю переїхав до Сент-Джозефа, Монтана, а потім до Ексельсіора, Міннесота. У 1950 році Беркі закінчив середню школу і продовжив навчання в Школі мистецтв Міннеаполіса. Він проживав у Шорвуді, Міннесота.

## Кар'єра
Беркі працював художником-фрілансером із 1960-х років після восьмирічної роботи в рекламному агентстві Brown & Bigelow у Сент-Полі, штат Міннесота. Там він створював до сімдесяти календарних картин на рік, на яких зображені історичні сцени американських піонерів, будівництво доріг і залізниць, сільськогосподарські та промислові сцени.

### Обкладинки книг і журналів
Серед інших замовлень Беркі регулярно створював ілюстрації для таких журналів, як Popular Mechanics, Omni, Science Fiction Age, Discover, National Geographic, TV Guide і The Plain Truth.
Беркі зробив свій слід у видавництві наукової фантастики своєю обкладинкою Ballantine Books у 1972 році, перевидав серію STAR Science Fiction. Після цього успіху він продовжив дизайн великої кількості обкладинок книжок, у тому числі творів Айзека Азімова, Бена Бови, Філіпа Діка, Роберта Хайнлайна, Глена Кука та багатьох інших. Для видання роману Азімова «Сталеві печери» 1972 року на обкладинці Беркі був автопортрет із його рукою, що показує відкриту кібернетичну механіку.

### НАСА
У 1960-х роках Беркі отримав замовлення від NAСA для створення творів мистецтва, що зображують космічну програму «Аполлон» та інші місії, як частину мистецької програми NAСA. Він продовжував малювати теми дослідження космосу, включно зі Skylab і катастрофою космічного човника «Челленджер».

### Кіноробота
Беркі відхилив запрошення Стенлі Кубрика працювати над фільмом 1968 року «2001: Космічна одіссея». У 1974 році Беркі було доручено відобразити ключове мистецтво для Пекло в піднебессі, який став найкасовішим фільмом 1974 року. Це створило репутацію Беркі, і він продовжив виробництво плакатів для ряду інших фільмів-блокбастерів, включаючи рімейк 1976 року «Кінг-Конг», «ККосатка — кит-вбивця» (1977), «Метеор» (1979), «Чорний жеребець» (1979), «Супермен 3» (1983), і Дюна (європейський випуск, 1984). Він також створив рекламні роботи для Airport '79: The Concorde (1979).

### Зоряні війни
У 1975 році молодий кінорежисер Джордж Лукас придбав кілька науково-фантастичних робіт Беркі. Картини слугували візуальним довідковим матеріалом, поки Лукас намагався представити свої ідеї кіностудіям для нового космічного фантастичного фільму «Зоряні війни». Серед картин була одна із зображень ракетоносця, який пірнав у космосі до гігантської механічної планети (зображення було використано як обкладинка для перевидання антології оповідань Star Science Fiction Stories No.4 у 1972 році). Вважається, що ця картина особливо сильно вплинула на постановку «Зоряних війн» і надихнула провідного концептуального художника фільму Ральфа Маккуоррі та модельєра Коліна Кантвелла, чиї ранні проєкти бойової станції «Зірка смерті» мали сильна подібність до картини Беркі. Деякі інші космічні кораблі «Зоряних воєн», такі як «Зоряні руйнівники», також могли бути створені під впливом проєктів Беркі морських кораблів з гладкими корпусами та бойовими вежами, щетинистими антенами.
Беркі отримав замовлення від Lucasfilm і 20th Century Fox у 1976 році, щоб створити деякі з перших плакатів для «Зоряних війн». Серед цих робіт була картина, яка зображувала персонажа Люка Скайвокера, який розмахує світловим мечем, поруч із принцесою Леєю Орґаною, роботами C-3PO та R2-D2 та кількома імперськими штурмовиками; на задньому плані велика фігура Дарта Вейдера, що маячить позаду них, схожа на композицію театрального плаката до фільму «Зоряні війни» Тома Юнґа та братів Гільдебрандтів. Коли була опублікована новелізація фільму «Зоряні війни: З пригод Люка Скайвокера», видання у Великій Британії, опубліковане Sphere Books, містило обкладинку Беркі (видання Ballantine Books у США спочатку містило обкладинку Ральфа Маккуоррі).
Ще однією з оригінальних картин Беркі для «Зоряних воєн» був плакат із зображенням останньої битви за Зірку Смерті з фінальних сцен фільму. Як повідомляється, Беркі ніколи не дивився «Зоряних війн», і це підтверджується тим фактом, що він проілюстрував кілька космічних кораблів «Тисячолітній сокіл» (у фільмі є лише один). Беркі сказав про плакат в інтерв'ю: «Це був перший раз, коли мене попросили намалювати вигадані космічні кораблі не за моїм власним дизайном». Картина була випущена як сувенірний постер, який був включений у перший випуск оригінального саундтреку до фільму «Зоряні війни» компанією 20th Century Records.
Участь Беркі в «Зоряних війнах» була припинена через конфлікт інтересів із його роботою на конкуруючу кіностудію Universal Pictures над телевізійним серіалом 1978 року «Зоряний крейсер „Галактика“».
Беркі повернувся до всесвіту «Зоряних воєн» у 1983 році, коли йому доручили створити обкладинку для відеогри Atari «Повернення джедая: Битва зірок смерті».

### Поштові марки
У 1992 році Поштова служба США провела публічне голосування щодо дизайну нової пам'ятної марки, на якій мав бути зображений Елвіс Преслі. У короткий список увійшли два дизайни: молодший Елвіс від Марка Штуцмана та старший Елвіс від Джона Беркі. «Молодий Елвіс» Штуцмана переміг у конкурсі, набравши понад 75 % голосів. Проте Беркі створив 15 інших поштових марок, у тому числі різдвяну марку 1991 року із зображенням Санта-Клауса.

## Відзнаки та нагороди
У 1999 році Джон Беркі отримав премію Spectrum Award як великий майстер.
У 2004 році він був обраний до Зали слави Товариства ілюстраторів. 22 березня 2007 року Ексельсіор, Міннесота, вшанував його «Днем Джона Беркі».
Джон Беркі був почесним гостем на Minicon 35 у 2000 році.

## Смерть і спадок
Беркі помер від серцевої недостатності 28 квітня 2008 року у своєму будинку в Ексельсіорі, Міннесота.
Багато з його оригінальних картин періодично виставляються в ArtOrg у Нортфілді, Міннесота.
За своє життя Беркі вплинув на багатьох художників, особливо на художників-фантастів, серед яких Джеймс Ґерні, Дрю Струзан, Вінсент Ді Фейт, Стівен Юлл, Джон Пікачіо, Брендон Петерсон і Мішель Калута.